# Вандыш (посёлок, Ленский район)
Ва́ндыш — посёлок в Ленском районе Архангельской области.

## География
Находится в юго-восточной части Архангельской области, на левом берегу реки Верхняя Лупья, на расстоянии приблизительно 11 км на юго-юго-запад по прямой от административного центра поселения, посёлка Урдома.

## История
В 1934 году здесь началось строительство посёлка для Вандышского лесопункта. С 1943 по 1959 годы посёлок был центром Верхнелупьинского леспромхоза, позднее базой Вандышского лесопункта (до 1968 года). В начале 1970-х годов в посёлке организуется подсобное хозяйство Верхнелупьинского леспромхоза (ликвидировано в 1995 году). В посёлке были клуб, медпункт, магазины, столовая, школа. В посёлке было отмечено 92 хозяйства (1974 год), 70 (1985), 59 (1996).

## Население
Численность населения: 227 человек (1974 год), 126 (1985), 103 (1996), 68 (русские 91 %) в 2002 году, 22 в 2010.